# Světový pohár v biatlonu 2024/2025 – Kontiolahti
1. podnik Světového poháru v biatlonu v sezóně 2024/2025 probíhal od 27. listopadu do 8. prosince 2024 ve finském Kontiolahti. Na programu podniku byly závody v sprintech, zkrácené vytrvalostní závody, závody s hromadným startem, štafety žen a mužů, smíšené štafety a smíšený závod dvojic.
V Kontiolahti se naposledy předtím závodilo v prosinci 2022.

## Program závodů
Oficiální program:
| Datum         | Disciplína                         | Začátek (SEČ) | Počet závodníků |
| ------------- | ---------------------------------- | ------------- | --------------- |
| 30. listopadu | Smíšená štafeta dvojic             | 13:15         | 24 dvojic       |
| 30. listopadu | Smíšená štafeta                    | 15:45         | 24 štafet       |
| 1. prosince   | Štafeta (muži)                     | 13:45         | 22 štafet       |
| 1. prosince   | Štafeta (ženy)                     | 17:45         | 19 štafet       |
| 3. prosince   | Zkrácený vytrvalostní závod (muži) | 16:20         | 103             |
| 4. prosince   | Zkrácený vytrvalostní závod (ženy) | 16:20         | 102             |
| 6. prosince   | Sprint (muži)                      | 16:20         | 106             |
| 7. prosince   | Sprint (ženy)                      | 17:10         | 100             |
| 8. prosince   | Závod s hromadným startem (muži)   | 14:30         | 30              |
| 8. prosince   | Závod s hromadným startem (ženy)   | 17:10         | 30              |

## Průběh závodů

### Závod smíšených dvojic
První závod sezóny rozjely nejlépe Francouzi Julia Simonová a Quentin Fillon Maillet, kteří se díky rychlé střelbě a dobrému běhu většinu závodu pohybovali na čele pořadí. Fillon Maillet však na poslední položce musel třikrát dobíjet, zatímco Švéd Sebastian Samuelsson střílel bezchybně, ujal se vedení a společně s Ellou Halvarssonovou, pro kterou to byl teprve třetí start na nejvyšší úrovni, zvítězil. O druhé místo se utkali až v cílové rovince Francouz Fillon Maillet a Němec Justus Strelow, přičemž cílová fotografie přisoudila stříbro Francouzům. Čtvrté místo obsadili tradičně nejlepší střelci v této disciplíně Rakušané Lisa Theresa Hauserová a Simon Eder, kteří potřebovali dohromady pouze jeden náhradní náboj.
České dvojici ve složení Lucie Charvátová a Vítězslav Hornig se nedařilo, když chybavali střelecky – v celkovém součtu museli dobíjet nejvíckrát. Přestože Charvátová rychle běžela a zaznamenala třetí nejrychlejší běžecký čas, musela na třetím úseku na trestné kolo a ani následně čistá střelba při posledním okruhu od Horniga nedovolila Čechům vystoupat výše než na 14. místo.

### Smíšená štafeta
Ze začátku se ve vedení pohybovaly Norka Karoline Offigstad Knottenová a Italka Dorothea Wiererová, pár vteřin za nimi předávaly Švéda Anna Magnussonová a Lou Jeanmonnotová za Francii. Zatímco Italka Hannah Auchentallerová na druhém úseku na ostatní závodnice nestačila, Švédsko se díky nejrychlejšímu běhu Elviry Öbergové dostalo na první pozici, následované Norskem s Ingrid Landmark Tandrevoldovou a Francií, za ktero nastoupila Justine Braisazová-Bouchetová. Tyto tři země si vytvořily více než dvouminutový náskok před ostatními národy a vítězství se rozhodlo až na posledním okruhu. Do něj odjížděl ze střelnice na prvním místě Émilien Jacquelin s téměř patnáctivteřinovým náskokem na Norsko, za které jel Vebjørn Sørum, a Švédsko s Martinem Ponsiluomou. Sørum dokázal v posledních metrech dohnat ztrátu a až v cílové rovince se dostal před Jacquelina.
Českou štafetu rozjela Jessica Jislová, která jela rychle a dobře střílela, a předávala tak štafetu na 5. místě. Markéta Davidová však musela po střelbě vstoje na trestné kolo, stejně jako při další střelecké položce Jonáš Mareček. Důsledkem toho se Češi pohybovali kolem desátého místa se ztrátou více než tří minut na čelo. Čistě střílející Michal Krčmář pak v cílové rovince nestačil na Fina Hiidensala, ale předjel Poláka Guńku a získal pro český tým tak osmé místo.

### Štafety
V mužské štafetě byla favorizována norská štafeta, která vyhrála 12 předcházejících mužských štafet v rámci světového poháru. Na prvním úseku se nejlépe dařilo Francii, za kterou jel Fabien Claude, jenž ovládl první úsek, těsně následovaný Norem Laegreidem. Toto pořadí udržovali na druhém úseku Quentin Fillon Maillet a Tarjei Bø, kteří se společně vzdalovali dalším národům. Na třetím úseku však Francouz Éric Perrot získal téměř minutový náskok na Nora Strømsheima a zároveň se na Norsko dotáhlo i Švédsko s Martinem Ponsiluomou. Na závěrečném úseku sice Émilien Jacquelin jako první Francouz v závodě minul terč, náskok ale udržel a zajistil francouzské čtveřici výhru před Nory a Švédy.
Češi jeli ve složení Vítězslav Hornig, Michal Krčmář, Jonáš Mareček a Jakub Štvrtecký. Kromě Krčmáře museli všichni  dobíjet, celkem potřebovali devět náhradních nábojů. I vinou toho a pomalejšího běhu obsadili až 12. místo.
Už od začátku se na čely udržovaly Norsko, Švédsko a Francie, na první předávce bylo vysoko i Česko, když Jessica Jislová předávala štafetu na druhém místě, a Estonsko. Na druhém úseku Justine Braisazová-Bouchetová střelecky chybovala a tak se po třetí střelbě se do čela dostala Markéta Davidová, následovaná Švédkou Anderssonovou. Braisazová-Bouchetová v následujících běžeckých okruzích dohnala Davidovou a předávaly současně. Zatímco Sophie Chauveauová rychle běžela a rychle a přesně střílela, Tereza Voborníková se propadla na páté místo, když se před ni dostaly štafety Norsko, které dohnalo ztrátu trestného kola, Švédska a později i Itálie. České naděje na pódiové umístění definitivně uzavřela Lucie Charvátová, která na dvě trestná kola a dovezla českou štafetu na devátém místě. O vítězství se utkaly Julia Simonová, Ingrid Landmark Tandrevoldová a Elvira Öbergová. Simonová měla před poslední střelbou více než třicet sekund na Norku a Švédku, ale musela na trestné kolo a proto odjížděla do posledního běžeckého okruhu souběžně s bezchybnou Öbergovou. Obě jely v souběžně, na konci nejprudšího stoupání v areálu však Simonová s bolestivou grimasou v obličeji zastavila kvůli bolesti levého lýtka, když později uvedla, že doufá, že se jednalo pouze o křeč. Vítězkami se tak staly Švédky. Simonová závod dokázala dokončit na druhém místě, třetí místo udrželo Norsko. Všechny tři štafety přitom musely alespoň na jedno trestné kolo.

### Zkrácené vytrvalostní závody
Zkrácené vytrvalostní závody byly na program světového poháru zařazeny teprve potřetí v historii a vůbec poprvé v rámci úvodní zastávky ročníku. Jednalo se zároveň o první závody s novým systémem nasazování závodníků, kdy nejlepší biatlonisté startovali uprostřed startovního pole. To znamenalo, že se v průběhu závodu často měnilo pořadí v čele závodu.
Stupně vítězů v mužské závodě ovládli Norové. Vítězem se stal Endre Strømsheim, pro kterého to bylo druhé individuální vítězství, a to díky bezchybné střelbě. Jen dvě sekundy za ním skončil obhájce celkového vítězství Johannes Thingnes Bø, který zaznamenal druhý nejrychlejší běh z celého startovního pole, ale při druhé střelecké položce jednou chyboval. Na stupních vítězů je doplnil ještě Sturla Holm Laegreid. Překvapením bylo čtvrté místo teprve 21letého Ukrajince Vitalije Mandzina, který taktéž přesně střílel, díky čemuž si dojel pro vůbec první umístění v první třicítce a zajistil si modrý trikot pro následující závod. Střelecky se naopak nedařilo Švédům, když všichni chybovali alespoň čtyřikrát. 
 Nejlepší český výsledek zaznamenal Michal Krčmář, který jako jeden z pěti závodníků sestřelil všechny terče. Pomalejší běh a dlouhé střelecké časy znamenaly konečné 19. místo. Na bodované pozice dosáhl ještě Vítězslav Hornig, který 27. místem zaznamenal nejlepší výsledek v dosavadní kariéře. Jonáš Mareček obsadil po třech chybách 47. místo, Jakub Štvrtecký s pěti omyly skončil až 84. Tomáš Mikyska do závodu neodstartoval kvůli bolestem břicha.
V závodě žen se dlouho na čele držela 25letá Švédka Ella Halvarssonová startující se startovní číslem 4, pro kterou to byl teprve třetí individuální start ve světovém poháru. Velmi rychle běžela, zaznamenala druhý nejlepší běžecký čas a pouze jednou chybovala na střelnici. Jedinou rychlejší závodnicí byla její krajanka Elvira Öbergová, která ovšem na druhé, třetí i čtvrté střelecké položce pokaždé jednou chybovala a dojela až Halvarssonovou. Obě však nakonec předstihla čistě střílející Francouzka Lou Jeanmonnotová, která vyhrála svůj pátý individuální závod na této úrovni. Po umístění stupních vítězů sahaly i 22letá Francouzka Océane Michelonová, která byla po předposlední střelbě na druhém místě, ale při poslední položce dvakrát chybovala a dojela sedmá, a Norak Ingrid Landmark Tandrevoldová, která po třetí střelecké položce byla stále bez minutého terče, na poslední položce ale jednou chybovala a výrazně běžecky zpomalila, když později uvedla, že příčinou byly problémy se srdcem. Překvapením bylo čtvrté místo Polky Natalie Sidorowiczové, pro kterou to byl nejlepší kariérní výsledek. V první desítce se ještě premiérově umístily Estonka Regina Ermitsová a Finka Suvi Minkkinenová.
 České biatlonistky nejvíce trápila střelba, když všechny zaznamenaly alespoň dvě chyby. Nejlepší českou závodnicí se stala Jessica Jislová, která dojela na 24. místě, pět míst za ní se umístila Lucie Charvátová, následována Markétou Davidovou. Na premiérové body dosáhla také Kristýna Otcovská na 32. pozici, Tereza Voborníková dojela na konci šesté desítky.

### Sprinty
Po druhé střelbě sprintu mužů se z počátku udržoval v čele Nor Vebjørn Sørum, před kterého se pak dostal Novozélanďan v amerických barvách Campbell Wright. Tou dobou už rychleji běžel Francouz Émilien Jacquelin; ten porazil Američana o 29 sekund a zvítězil. Na druhé místo se pak posunul Švéd Sebastian Samuelson, který běžel nejrychleji ze všech, ale vstoje minul jeden terč. Na třetí místo se propracoval Němec Philipp Nawrath.
Nejlepší z českých  reprezentantů byl na 22. pozici Vítězslav Hornig, který běžel rychle, ale při každé střelbě nezasáhl jeden terč. Michal Krčmář se z počátku udržoval se mezi prvními, ale vstoje minul dva terče a dojel na 36. místě. 
V závodě žen, při kterém vál silnější nárazový vítr, se po druhé střelbě dostala do čela průběžného pořadí nejdříve Rakušanka Lisa Theresa Hauserová. Předjela jí však bezchybně střílející Markéta Davidová, která dojela do cíle o téměř půl minuty dříve. Davidovou pak rychlejším během ohrožovala především Švédka Elvira Öbergová, která však při střelbě vstoje nezasáhla dva terče. Náskok Davidové v posledním kole stahovala, ale do cile přijela jako druhá osm vteřin za ní. Davidova tak po třech letech opět zvítězila v závodě světového poháru.
Z dalsich českých reprezentantek zastřílela čistě i Tereza Voborníková, která skončila dvacátá.

## Umístění na stupních vítězů

### Muži
| Disciplína                          | První místo                                                               | Výkon                             | Druhé místo                                                                | Výkon                                                     | Třetí místo                                                              | Výkon                                         |
| Sprint (10 km)                      | Émilien Jacquelin                                                         | 23:03,1 (0+0)                     | Sebastian Samuelsson                                                       | 23:22,0 (0+1)                                             | Philipp Nawrath                                                          | 23:28,2 (0+0)                                 |
| Zkrácený vytrvalostní závod (15 km) | Endre Strømsheim                                                          | 38:08,08 (0+0+0+0)                | Johannes Thingnes Bø                                                       | 38:11,8 (0+1+0+0)                                         | Sturla Holm Laegreid                                                     | 38:33,0 (0+0+0+0)                             |
| Hromadný závod (15 km)              | Éric Perrot                                                               | 37:12,9 (0+1+0+0)                 | Quentin Fillon Maillet                                                     | 37:22,0 (1+1+1+0)                                         | Sturla Holm Laegreid                                                     | 37:24,4 (0+1+0+1)                             |
| Štafeta (4×7,5 km)                  | FrancieFabien Claude Quentin Fillon Maillet Éric Perrot Émilien Jacquelin | 1:18:24,4 (0+0) (0+0) (0+0) (0+2) | NorskoSturla Holm Laegreid Tarjei Bø Endre Strømsheim Johannes Thingnes Bø | 1:18:50,2 (0+0) (0+0) (0+1) (0+0) (0+0) (0+1) (0+1) (0+0) | ŠvédskoViktor Brandt Jesper Nelin Martin Ponsiluoma Sebastian Samuelsson | 1:20:02,2 (0+1) (0+2) (0+2) (0+0) (0+0) (0+2) |

### Ženy
| Disciplína                            | První místo                                                               | Výkon                                                     | Druhé místo                                                                              | Výkon                                                     | Třetí místo                                                                                            | Výkon                                                     |
| Sprint (7,5 km)                       | Markéta Davidová                                                          | 20:39,7 (0+0)                                             | Elvira Öbergová                                                                          | 20:48,5 (0+2)                                             | Suvi Minkkinenová                                                                                      | 20:51,6 (0+0)                                             |
| Zkrácený vytrvalostní závod (12,5 km) | Lou Jeanmonnotová                                                         | 35:52,3 (0+0+0+0)                                         | Ella Halvarssonová                                                                       | 36:04,6 (0+1+0+0)                                         | Elvira Öbergová                                                                                        | 36:48,7 (0+1+1+1)                                         |
| Hromadný závod (12,5 km)              | Elvira Öbergová                                                           | 35:58,6 (1+1+0+0)                                         | Julia Simonová                                                                           | 36:14,8 (1+1+0+0)                                         | Franziska Preussová                                                                                    | 36:17,7 (1+0+0+1)                                         |
| Štafeta (4×6 km)                      | ŠvédskoAnna Magnussonová Sara Anderssonová Hanna Öbergová Elvira Öbergová | 1:17:09,0 (0+0) (0+1) (0+0) (1+3) (0+0) (0+0) (0+2) (0+0) | FrancieLou Jeanmonnotová Justine Braisazová-Bouchetová Sophie Chauveauová Julia Simonová | 1:17:38,0 (0+0) (0+0) (0+2) (0+3) (0+0) (0+1) (0+0) (1+3) | NorskoJuni Arnekleivová Karoline Offigstad Knottenová Maren Kirkeeideová Ingrid Landmark Tandrevoldová | 1:17:45,2 (0+0) (0+1) (1+3) (0+1) (0+1) (0+0) (0+0) (0+2) |

### Smíšené štafety
| Disciplína                           | První místo                                                                                            | Výkon                                                     | Druhé místo                                                                          | Výkon                                                     | Třetí místo                                                             | Výkon                                                     |
| Smíšený závod dvojic (6 km + 7,5 km) | ŠvédskoElla Halvarssonová Sebastian Samuelsson Ella Halvarssonová Sebastian Samuelsson                 | 36:17,6 (0+0) (0+2) (0+0) (0+0) (0+0) (0+1) (0+1) (0+0)   | FrancieJulia Simonová Quentin Fillon Maillet Julia Simonová Quentin Fillon Maillet   | 36:20,8 (0+1) (0+0) (0+1) (0+0) (0+1) (0+1) (0+2) (0+3)   | NěmeckoVanessa Voigtová Justus Strelow Vanessa Voigtová Justus Strelow  | 36:20,8 (0+2) (0+1) (0+0) (0+0) (0+1) (0+0)               |
| Smíšená štafeta (4×6 km)             | NorskoKaroline Offigstad Knottenová Ingrid Landmark Tandrevoldová Johannes Dale-Skjevdal Vebjørn Sørum | 1:09:59,6 (0+0) (0+0) (0+0) (0+1) (0+1) (0+3) (0+3) (0+2) | FrancieLou Jeanmonnotová Justine Braisazová-Bouchetová Éric Perrot Émilien Jacquelin | 1:10:00,4 (0+0) (0+2) (0+0) (0+1) (0+0) (0+0) (0+0) (0+1) | ŠvédskoAnna Magnussonová Elvira Öbergová Jesper Nelin Martin Ponsiluoma | 1:10:21,1 (0+0) (0+1) (0+2) (0+0) (0+0) (0+1) (0+3) (0+0) |